# Stefan Hildebrandt

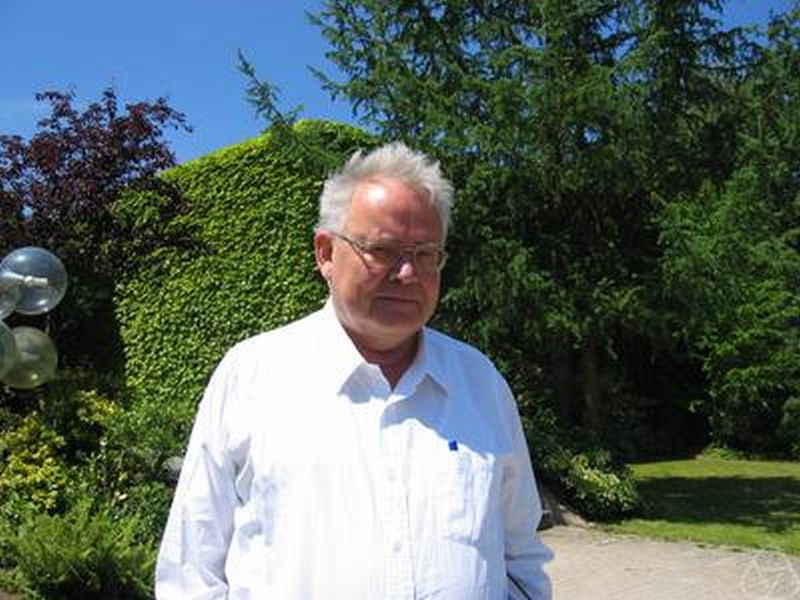
Hildebrandt, Oberwolfach 2004

Stefan Oscar Walter Hildebrandt (* 13. Juli 1936 in Leipzig; † 16. Oktober 2015) war ein deutscher Mathematiker, der sich vor allem mit Variationsrechnung, nichtlinearen partiellen Differentialgleichungen und insbesondere mit Flächen vorgeschriebener mittlerer Krümmung, Minimalflächen und harmonischen Abbildungen befasst hat.

## Leben
Stefan Hildebrandt ging in Leipzig auf die Thomasschule zu Leipzig (Abitur 1954) und studierte danach Mathematik und Physik an den Universitäten Leipzig und Mainz. 1960 erlangte er in Mainz das Diplom in Mathematik, ein Jahr später wurde er bei Ernst Hölder mit der Dissertation Funktionalanalytische Methoden zur Behandlung von Rand- und Eigenwertproblemen von stark elliptischen Differentialgleichungssystemen promoviert, und 1965 hat er sich in Mainz habilitiert. Dazwischen war er 1963 bis 1965 am Courant Institute of Mathematical Sciences of New York University. 1967 wurde er ordentlicher Professor an der Universität Mainz, von 1970 bis zu seiner Emeritierung im Jahr 2001 war er Professor an der Universität Bonn.
Hildebrandt war vor allem bekannt für seine Beiträge zur Theorie der Minimalflächen und allgemein der geometrischen Theorie nichtlinearer partieller  Differentialgleichungen. Über Minimalflächen schrieb er mit anderen ein zweibändiges Standardwerk in Springers Gelber Reihe (1992), mit einer dreibändigen umgearbeiteten und erweiterten Fassung (2010). Er löste das Regularitätsproblem für Minimalflächen mit glatter Randkurve.
Hildebrandt war Mitglied der Deutschen Akademie der Naturforscher Leopoldina (seit 1985) und der Nordrhein-Westfälischen Akademie der Wissenschaften und der Künste (seit 1997). 1994 erhielt er den angesehenen Karl-Georg-Christian-von-Staudt-Preis. Er war Ehrendoktor der Universitäten Bochum (1995), Leipzig (2001) und Düsseldorf (2001). Seit 2014 gehörte er als persönliches Mitglied dem Beirat der Stiftung Benedictus Gotthelf Teubner Leipzig / Dresden / Berlin / Stuttgart an. 2016 erhielt er den Wissenschaftspreis der Teubner-Stiftung zur Förderung der Mathematischen Wissenschaften (posthum).
Zu seinen Doktoranden zählten Klaus Steffen, Claus Gerhardt, Jürgen Jost, Ulrich Dierkes, Helmut Kaul, Josef Bemelmans, Albrecht Küster, Heiko von der Mosel, Ernst Kuwert, Rugang Ye, Ruben Jakob, Karl-Heinz Goldhorn.

## Schriften
- mit Anthony Tromba: Mathematics and optimal form. Scientific American Books, New York NY 1985, ISBN 0-7167-5009-0 (In französischer Sprache: Mathématiques et formes optimales. L'explication des structures naturelles. Pour la Science, Paris 1986, ISBN 2-902918-49-6; in deutscher Sprache: Panoptimum, Mathematische Grundmuster des Vollkommenen (= Spektrum-Bibliothek. Bd. 12). Spektrum der Wissenschaft, Heidelberg 1987, ISBN 3-922508-82-0).
- The calculus of variations today. In: The Mathematical Intelligencer. Bd. 11, Nr. 4, 1989, ISSN 0343-6993, S. 50–60, doi:10.1007/BF03025887
- mit Ulrich Dierkes, Albrecht Küster, Ortwin Wohlrab: Minimal Surfaces. 2 Bände. Springer Berlin u. a. 1992, ISBN 978-3-642-11697-1, doi:10.1007/978-3-642-11698-8 (Band 1), ISBN 978-3-662-08778-7, doi:10.1007/978-3-662-08776-3 (Band 2)
  - Band 1: Boundary Value Problems (= Grundlehren der mathematischen Wissenschaften. Bd. 295), ISBN 3-540-53169-6;
  - Band 2: Boundary Regularity (= Grundlehren der mathematischen Wissenschaften. Bd. 296), ISBN 3-540-53170-X.
- Umgearbeitete und erweiterte Fassung des vorangegangenen Werkes (3 Bände):
  - mit Ulrich Dierkes und Friedrich Sauvigny: Minimal Surfaces (= Grundlehren der mathematischen Wissenschaften. Bd. 339). Springer, Berlin 2010, ISBN 978-3-642-11697-1.
  - mit Ulrich Dierkes und Anthony Tromba: Regularity of Minimal Surfaces (= Grundlehren der mathematischen Wissenschaften. Bd. 340). Springer, Berlin 2010, ISBN 978-3-642-11699-5.
  - mit Ulrich Dierkes und Anthony Tromba: Global Analysis of Minimal Surfaces (= Grundlehren der mathematischen Wissenschaften. Bd. 341). Springer, Berlin 2010, ISBN 978-3-642-11705-3.
- mit Mariano Giaquinta: Calculus of Variations. 2 Bände. Springer, Berlin u. a. 1996:
  - Band 1: The Lagrangian Formalism (= Die Grundlehren der mathematischen Wissenschaften in Einzeldarstellungen. Bd. 310), ISBN 3-540-50625-X.
  - Band 2: The Hamiltonian Formalism (= Die Grundlehren der mathematischen Wissenschaften in Einzeldarstellungen. Bd. 311), ISBN 3-540-57961-3.
- mit Anthony Tromba: The parsimonious universe. Shape and form in the natural world. Copernicus, New York NY 1996, ISBN 0-387-97991-3 (In deutscher Sprache: Kugel, Kreis und Seifenblasen. Optimale Formen in Geometrie und Natur. Birkhäuser, Basel u. a. 1996, ISBN 3-7643-5245-0).
- Boundary value problems for minimal surfaces. In: Geometry. Band 5: Robert Osserman (Hrsg.): Minimal Surfaces (= Encyclopaedia of Mathematical Sciences. Bd. 90). Springer, Berlin 1997, ISBN 3-540-60523-1, S. 153–237.
- mit Giuseppe Buttazzo und Mariano Giaquinta: One-dimensional variational problems. An introduction (= Oxford Lecture Series in Mathematics and its Applications. Bd. 15). Clarendon Press, Oxford 1998, ISBN 0-19-850465-9.
- Analysis. 2 Bände. Springer, Berlin u. a. 2002–2003, ISBN 3-540-42838-0, doi:10.1007/3-540-29285-3 (Bd. 1), ISBN 3-540-43970-6, doi:10.1007/978-3-642-18972-2 (Bd. 2).
- Rheticus zum 500. Geburtstag. Mathematiker – Astronom – Arzt. Edition am Gutenbergplatz, Leipzig 2014, ISBN 978-3-937219-74-5 (= EAGLE, Band 074)
- mit Birgit Staude-Hölder (Hrsg.): Otto Hölder, Briefe an die Eltern 1878 bis 1887. Berlin – Greifswald – Tübingen – Stuttgart – Leipzig – Göttingen. Edition am Gutenbergplatz, Leipzig 2014, ISBN 978-3-937219-76-9 (= EAGLE, Band 076)